# Harmandiola hudsoni
Harmandiola hudsoni är en tvåvingeart som först beskrevs av Ephraim Porter Felt 1907.  Harmandiola hudsoni ingår i släktet Harmandiola och familjen gallmyggor.
Artens utbredningsområde är New York. Inga underarter finns listade i Catalogue of Life.